# معاهد أزهرية
قطاع المعاهد الأزهرية هو أحد قطاعات الأزهر الشريف، أنشأ طبقًا لقانون رقم 103 لسنة 1961، عبارة عن مجموعة مدارس تشمل جميع مراحل التعليم قبل الجامعي (رياض أطفال، ابتدائي، إعدادي، وثانوي)، تمثل البوابة الوحيدة للالتحاق بجامعة الأزهر وفروعها، ويدرس فيها مناهج وزارة التربية والتعليم المصرية إضافة لعلوم الدين الإسلامي وهي المواد الشرعية، وللمعاهد مبان مستقلة أو ملحقة بالمساجد في نمط معماري يختلف عن المدارس الحكومية، حيث يُراعى النموذج المعماري الإسلامي التراثي، ويبلغ عدد المعاهد الأزهرية في العام الدراسي 2018 أكثر من عشرة الآف معهد في مختلف أنحاء مصر.

## أنواع المعاهد
تُقسم المعاهد الأزهرية إلى أربعة أنواع:
- معاهد عادية: تدرس فيها مناهج وزارة التربية والتعليم باللغة العربية بجانب علوم الدين الإسلامي.
- معاهد نموذجية: تدرس فيها بعض مناهج وزارة التربية والتعليم باللغة الإنجليزية وبقيتها بالعربية بجانب علوم الدين الإسلامي.
- معاهد نموذجية خاصة: تدرس فيها كل مناهج وزارة التربية والتعليم باللغة الإنجليزية بجانب علوم الدين الإسلامي.[6][7]
- معاهد القراءات: تبدأ الدراسة فيها من عمر 9 سنوات ودون حد أقصى للسن ولمدة ثمانية سنوات على ثلاث مراحل هي (التجويد «سنتان»، عالية القراءات «ثلاث سنوات»، التخصص «ثلاث سنوات»). ويمكن للطالب استكمال الدراسة في كلية علوم القرآن «أربع سنوات» يحصل بعد نهايتها على البكالوريوس.[8][9]

## شروط القبول
يشترط في قبول الطلاب في المعاهد الأزهرية أن ينطبق عليه شروط أساسية أهمها:
- رياض الأطفال: 
  - الصف الأول ثلاث سنوات ونصف حتى 5 سنوات و 11 شهرا و 29 يومًا.
  - الصف الثاني التمهيدي من أربع سنوات ونصف حتى خمس سنوات حتى 5 سنوات و 11 شهرا و 29 يومًا في يوم 1 أكتوبر من العام الدراسي.
- المرحلة الابتدائية الصف الأول من خمس سنوات ونصف حتي 9 سنوات.
- المصعدين من الصف الأول للصف الثاني برياض الأطفال لا ينطبق عليهم الحد الأقصى للسن بالمرحلة التمهيدية.
- لا يتم قبول أي طفل أو تلميذ بالزيادة على التراخيص الممنوحة للمعاهد في حدود الكثافات المقررة لكل صف.
- ضوابط خاصة بموقع التنسيق الإلكتروني.

## معرض الصور

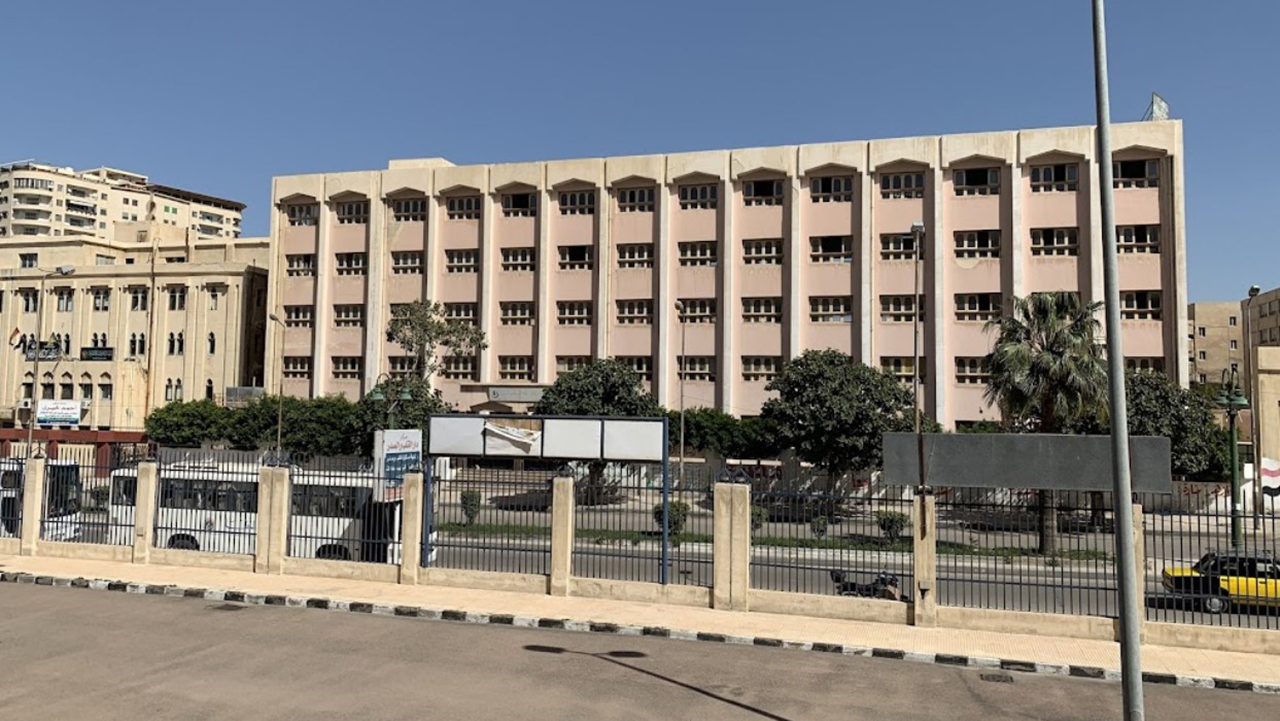
معهد سموحة الأزهري بالإسكندرية.
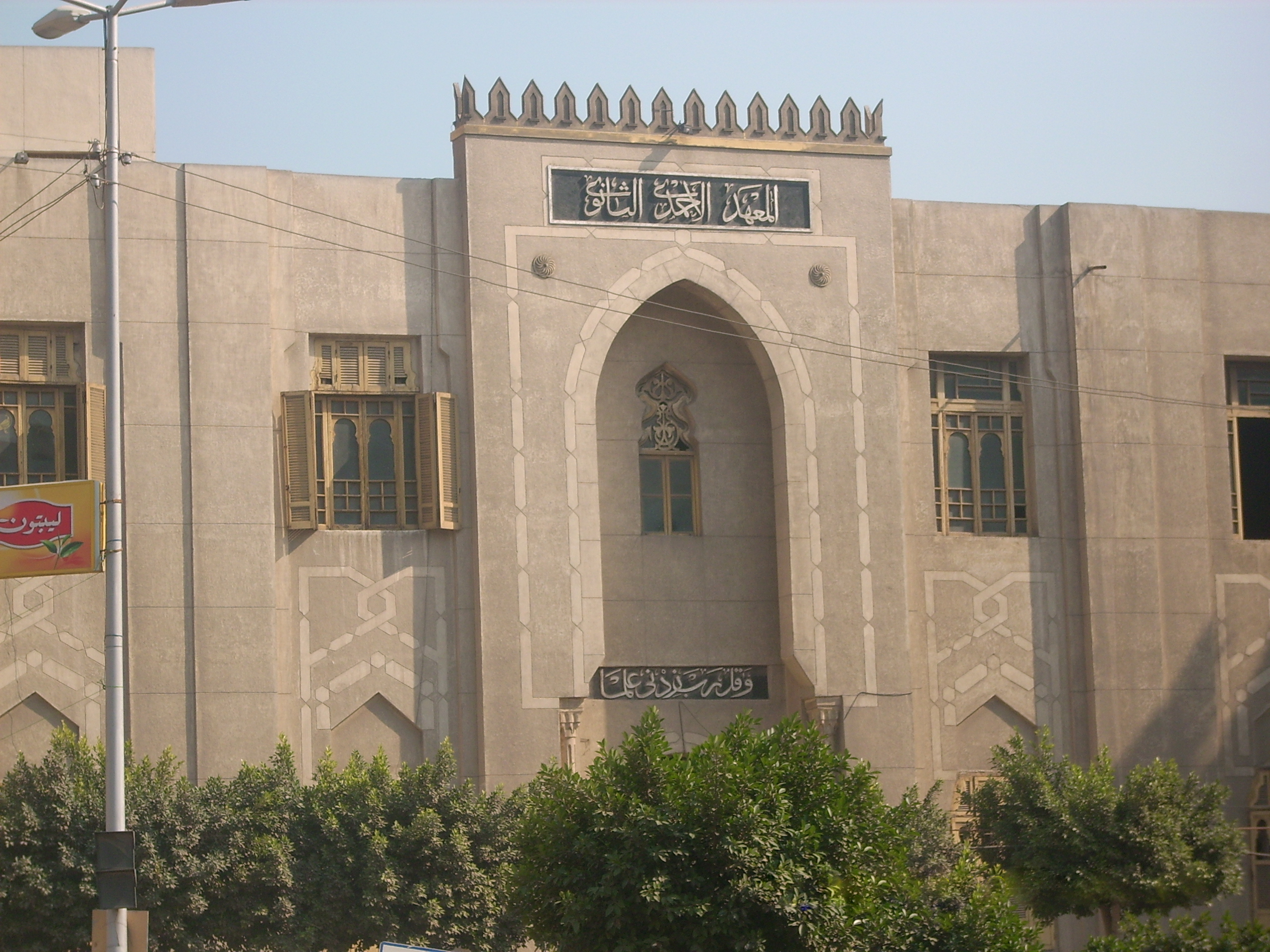
المعهد الأحمدي الأزهري بطنطا.
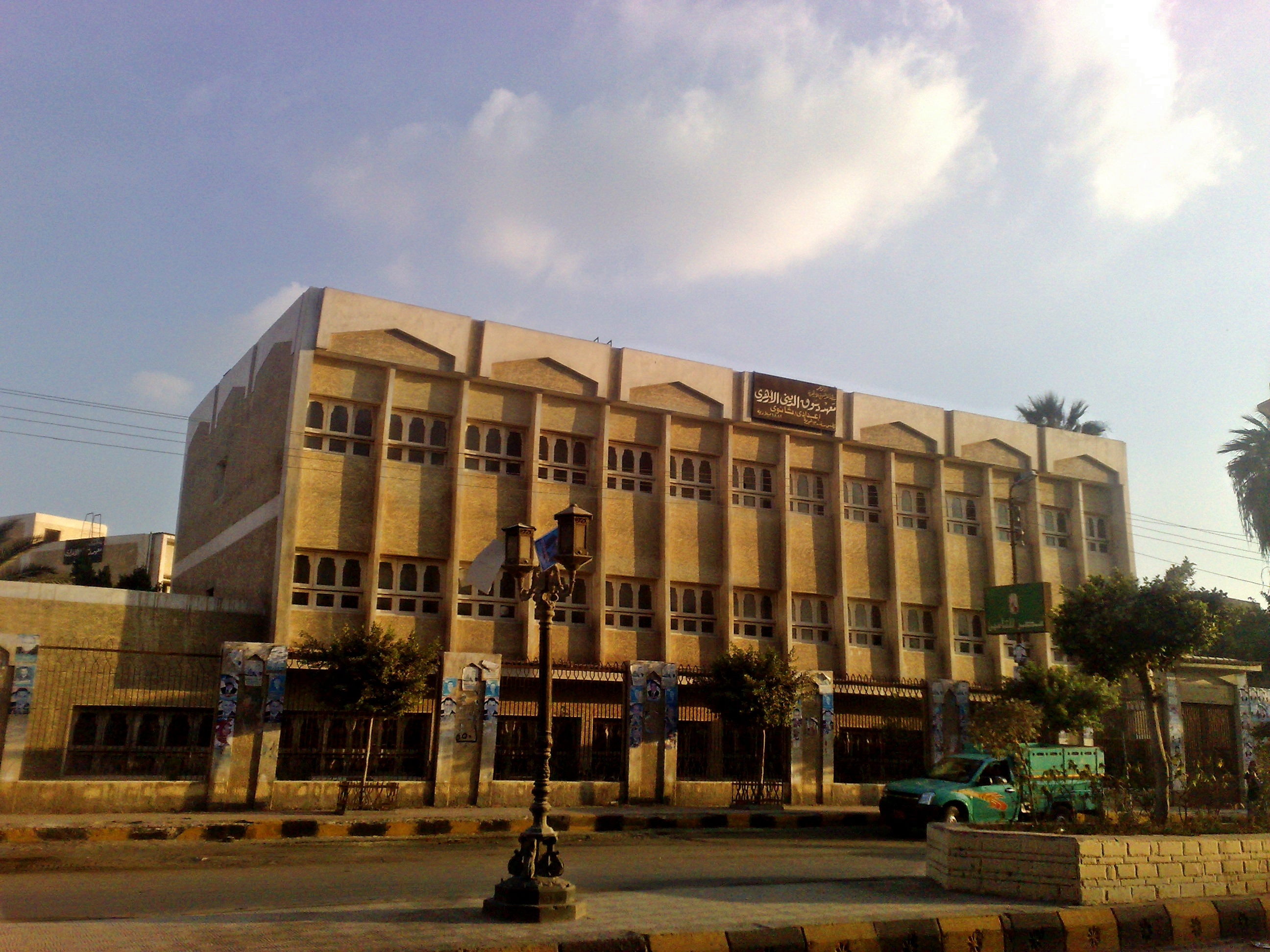
معهد دسوق الأزهري.